# Falsamblesthis microps
Falsamblesthis microps là một loài bọ cánh cứng trong họ Cerambycidae.